# Adam Dutkiewicz
Adam Jonathan Dutkiewicz (também conhecido como Adam D) (4 de abril de 1977) é um engenheiro, compositor e produtor musical norte-americano mais conhecido por ser o guitarrista e backing vocal da banda de metalcore, Killswitch Engage. Também foi o guitarrista da banda Aftershock.

## Biografia
Dutkiewicz possui ascendência polonesa, mas cresceu em Westhampton, Massachusetts. Ele estudou na Hampshire Regional High School, e também na Berklee College of Music, em Boston, onde estudou sobre produção de discos, engenharia e aprendeu a tocar baixo. Ainda na escola, ele entrou na banda Aftershock com seu amigo Joel Stroetzel. Mais tarde, Stroetzel se juntou a Dutkiewicz, Mike D'Antonio e Jesse Leach para formar o Killswitch Engage. Dutkiewicz foi o baterista da banda até o lançamento do segundo álbum, Alive or Just Breathing, pois ele passou a ser guitarrista da banda, e Tom Gomes passou a ser o baterista.
Ele assumiu o papel de produtor de todos os álbuns do Killswitch Engage, exceto no segundo álbum da banda de nome Killswitch Engage, lançado em 30 de Junho de 2009. Para este álbum ele assumiu o cargo de co-produtor ao lado de Brendan O'Brien (conhecido pelos seus trabalhos com AC/DC, The Offspring, Pearl Jam, Rage Against the Machine, Incubus, Mastodon, e Stone Temple Pilots). Adam também produziu álbuns de As I Lay Dying, Underoath, A Acacia Strain, Unearth , All That Remains, From Autumn to Ashes, Johnny Truant, Parkway Drive, O Agony Scene, Every Time I Die  e outros. Ele tem sido comparado com Ross Robinson, produtor de álbuns de new metal, por causa de sua influência no metal moderno e por dar forma ao som do Metalcore. Ele também é um engenheiro de Zing Studios, que produziu para vários artistas, incluindo vários de Tooth and Nail Records.

## Vida Pessoal
Adam D tem um irmão chamado Tobias (que era vocalista de Aftershock), bem como as irmãs Katelyn e Rebeca, e é um fã do Red Sox.

## Performance nos shows
Adam D é energético durante os shows do Killswitch Engage. Um dos membros da banda mais ativos, ele é bem conhecido por sua marca registrada de usar roupas excêntricas (como uma capa e shorts curto em (Set This) World Ablaze (DVD), um chapéu de pirata que ele usava durante uma performance no Jimmy Kimmel Live! , ou até mesmo uma camiseta da Katy Perry). Devido a sua presença de palco e sua estatura alta de 1,97 de altura, ele é geralmente chamado de o "Jim Carrey dos guitarristas".

## Discos produzidos
Dutkiewicz produziu discos de muitas bandas de metalcore diferentes.
- Shadows Fall - Somber Eyes to the Sky (1997)
- Aftershock - Through the Looking Glass (Aftershock album)|Through the Looking Glass (2000)
- Killswitch Engage - Killswitch Engage (2000)
- Unearth - The Stings of Conscience (2001)
- Arma Angelus - Where Sleeplessness Is Rest from Nightmares (2001)
- Every Time I Die - Last Night in Town (2001)
- From Autumn to Ashes - Too Bad You're Beautiful (2001)
- All That Remains - Behind Silence and Solitude (2002)
- Killswitch Engage - Alive or Just Breathing (2002)
- The Acacia Strain - ... And Life is Very Long (2002)
- Norma Jean - Bless the Martyr and Kiss the Child (2002)
- Unearth - Endless (2002)
- Cannae - Horror (2003)
- The Agony Scene - The Agony Scene (2003)
- All That Remains - This Darkened Heart (2004)
- Killswitch Engage - The End of Heartache (2004)
- The Acacia Strain - 3750 (2004)
- Unearth - The Oncoming Storm (2004)
- Johnny Truant - In the Library of Horrific Events (2005)
- August Burns Red - Thrill Seeker (2005)
- The Acacia Strain - The Dead Walk (album)|The Dead Walk (2006)
- Underoath - Define the Great Line (2006)
- All That Remains - The Fall of Ideals (2006)
- Parkway Drive -  Killing with a Smile (2006)
- Killswitch Engage  - As Daylight Dies (2006)
- Burn Your Wishes - Burn Your Wishes Split w/ The Awards (2006)
- Caliban - The Awakening (2007)
- As I Lay Dying - An Ocean Between Us (2007)
- Parkway Drive - Horizons (2007)
- MyChildren MyBride - Unbreakable (2008)
- Austrian Death Machine - Total Brutal (2008)
- Overcast - Reborn to Kill Again (2008)
- Underoath - Lost in the Sound of Separation (2008)
- Unearth - The March (2008)
- A Day to Remember - Homesick (2009)
- Killswitch Engage - Killswitch Engage (2009)
- Caliban - Say Hello to Tragedy (2009)
- As I Lay Dying - The Powerless Rise (2010)
- All That Remains - For We Are Many (2010)
- A Day To Remember - What Separates Me From You (2010)
- Times of Grace - The Hymn Of A Broken Man (2011)
- The Devil Wears Prada - Dead Throne (2011)
- Unearth - Darkness in the Light (2011)
- As I Lay Dying - Decas (2011)
- Shadows Fall - Fire From the Sky (2012)
- All That Remains - A War You Cannot Win (2012)
- Killswitch Engage - Disarm The Descent (2013)

## Discografia

### Aftershock
- Aftershock - Letters (1997)
- Aftershock - Split EP (1997)
- Aftershock - Split EP Vol. 2 (1999)
- Aftershock - Through the Looking Glass (2000)
- Aftershock - When Angels Shed Their Wings Vol. 1 (2000)
- Aftershock - Five Steps From Forever EP (2001)
- Aftershock - Propaganda (2001)
- Aftershock - Live In Japan EP (2004)

### Burn Your Wishes
- Burn Your Wishes - Burn Your Wishes Split w/ The Awards (2006)

### Times of Grace
- Times of Grace - The Hymn of a Broken Man (2011)

### Killswitch Engage
- Killswitch Engage - Killswitch Engage I (2000)
- Killswitch Engage - Alive or Just Breathing (2002)
- Killswitch Engage - The End of Heartache (2004)
- Killswitch Engage - As Daylight Dies (2006)
- Killswitch Engage - (Set This) World Ablaze (2005, DVD)
- Killswitch Engage - Killswitch Engage II (2009)
- Killswitch Engage - Disarm The Descent (2013)